# مقاطعة واشنطن (ماريلاند)
مقاطعة واشنطن (بالإنجليزية: Washington County, Maryland)‏ هي إحدى مقاطعات ولاية ماريلاند في الولايات المتحدة. تأسست سنة 1776، بلغ عدد سكانها 147430 نسمة في عام 2010 حسب إحصاء مكتب تعداد الولايات المتحدة وتصل الكثافة السكانية فيها 124.2 نسمة/كم2.

## أعلام
- كلاي بوفورد
- ويليام توماس هاميلتون

## وصلات خارجية
- www.washco-md.net
- United States Counties